# Ma'ayan Furman-Shahaf
Ma'ayan Furman-Shahaf (in ebraico מעין פורמן-שחף‎?; 9 novembre 1986) è un'altista israeliana.

## Palmarès
| Anno | Manifestazione              | Sede       | Evento        | Risultato | Prestazione | Note |
| ---- | --------------------------- | ---------- | ------------- | --------- | ----------- | ---- |
| 2007 | Europei under 23            | Debrecen   | Salto in alto | 20ª (q)   | 1,73 m      |      |
| 2009 | Europei indoor              | Torino     | Salto in alto | 15ª (q)   | 1,75 m      |      |
| 2009 | Maccabiadi                  | Tel Aviv   | Salto in alto | Oro       | 1,81 m      |      |
| 2010 | Europei                     | Barcellona | Salto in alto | 26ª (q)   | 1,78 m      |      |
| 2011 | Europei indoor              | Parigi     | Salto in alto | 23ª (q)   | 1,80 m      |      |
| 2012 | Europei                     | Helsinki   | Salto in alto | 24ª (q)   | 1,78 m      |      |
| 2013 | Universiadi                 | Kazan'     | Salto in alto | 7ª        | 1,87 m      |      |
| 2013 | Mondiali                    | Mosca      | Salto in alto | 15ª (q)   | 1,92 m      |      |
| 2014 | Europei                     | Zurigo     | Salto in alto | 14ª       | 1,85 m      |      |
| 2015 | Europei indoor              | Praga      | Salto in alto | 15ª (q)   | 1,87 m      |      |
| 2015 | Giochi europei              | Baku       | Salto in alto | Bronzo    | 1,84 m      |      |
| 2015 | Campionati balcanici        | Pitești    | Salto in alto | Argento   | 1,87 m      |      |
| 2016 | Campionati balcanici indoor | Istanbul   | Salto in alto | Argento   | 1,81 m      |      |
| 2016 | Campionati balcanici        | Pitești    | Salto in alto | 4ª        | 1,82 m      |      |
| 2016 | Europei                     | Amsterdam  | Salto in alto | 25ª (q)   | 1,80 m      |      |

## Altre competizioni internazionali
2008
- Argento in Coppa Europa (third league) ( Banská Bystrica), salto in alto - 1,85 m

2009
- Oro agli Europei a squadre ( Sarajevo), salto in alto - 1,82 m

2009
- Argento agli Europei a squadre ( Belgrado), salto in alto - 1,87 m

2013
- Bronzo agli Europei a squadre ( Kaunas), salto in alto - 1,88 m

2014
- Oro agli Europei a squadre ( Tbilisi), salto in alto - 1,85 m